# Baabda (district)
Baabda (Arabisch: قضاء بعبدا, Qada' Baabda) is een district in het gouvernement Libanongebergte in Libanon. De hoofdstad heet eveneens Baabda.
Baabda heeft een oppervlakte van 194 vierkante kilometer en een bevolkingsaantal van 371.882. Het district telt 45 gemeenten.